# Neonitocris modesta
Neonitocris modesta là một loài bọ cánh cứng trong họ Cerambycidae.